# Diuru nationalpark
Diuru nationalpark är en nationalpark i Australien.   Den ligger i delstaten Queensland, i den nordöstra delen av landet, 2 000 km norr om huvudstaden Canberra. Diuru nationalpark ligger 50 meter över havet.